# Orgasm uterin
Un orgasm uterin este un orgasm al uterului, de obicei prin stimularea unei zone chiar în afara colului uterin, sau a colului uterin în sine, sau a peretelui vagin]ului adiacent acestui organ. Orgasmele uterine pot apărea, de asemenea, fără stimulare. Există unele dovezi anecdotice pentru a sugera că acesta este un tip de punct culminant sexual. Orgasmul uterin este calitativ diferit de orgasmul clitoridian.